# Luigi Gurakuqi
Luigi Gurakuqi (Scutari, 18 febbraio 1879 – Bari, 2 marzo 1925) è stato uno scrittore e politico albanese.
Fu una figura importante del rinascimento albanese ed è stato insignito dell'onorificenza postuma di Eroe del Popolo d'Albania.

## Biografia

### Giovinezza
Studiò al Collegio Saveriano gestito dai Gesuiti nella sua nativa Scutari. Incoraggiato dai suoi insegnanti, Anton Xanoni e Gaspër Jakova Merturi, incominciò a scrivere poesie in Italiano, Latino ed Albanese. Nel 1897 partì per l'Italia per proseguire gli studi nel collegio italo-albanese di San Demetrio Corone (Collegio di Sant'Adriano) sotto la guida di Girolamo De Rada, che avrebbe esercitato su di lui una forte influenza. Studiò anche medicina a Napoli per tre anni, ma i suoi interessi erano più orientati al settore scientifico ed umanistico. A Napoli entrò in contatto con la letteratura e con personaggi politici arbëreshë e pubblicò testi scolastici in albanese ed un saggio sulla prosodia. Fu anche poeta e pubblicò sotto gli pseudonimi di Jakin Shkodra e Lekë Gruda. Pubblicò anche articoli per Albania, la rivista letteraria Drita, Kalendari-kombëtar, Liria e Shqipërisë, e La Nazione Albanese.

### L'indipendenza albanese
Nel 1908, dopo la rivoluzione dei Giovani Turchi, Gurakuqi ritornò definitivamente in Albania, divenendo presto una figura di spicco del movimento nazionalista, che condusse all'indipendenza della nazione nel 1912. Insieme con Gjergj Fishta, fu rappresentante della società letteraria Bashkimi (l'Unità) di Scutari al congresso di Monastir nel 1908, e, nel settembre 1909, partecipò al congresso di Elbasan, che era stato indetto per organizzare l'insegnamento della lingua albanese e l'istruzione. Quando, il 1º dicembre 1909, entrò in funzione il primo istituto per la formazione degli insegnanti, la Shkolla Normale (conosciuta comunemente come Università Aleksandër Xhuvani), Luigj Gurakuqi ne fu nominato direttore. Gurakuqi prese parte all'insurrezione in Albania settentrionale intorno a Scutari nel 1911, alle sommosse in Albania meridionale nel 1912, e nel marzo di quell'anno effettuò viaggi a Skopje e Gjakova per incitare al supporto per una resistenza aperta al predominio turco e per l'inclusione del Kosovo nel nuovo stato albanese. Gurakuqi prese parte alla dichiarazione dell'indipendenza albanese a Valona il 28 novembre 1912 e dette il suo contributo come ministro dell'istruzione nel primo governo albanese, guidato da Ismail Qemal Bey Vlora.

### L'occupazione austro-ungarica
Quando nel 1915 la sua nativa Scutari fu occupata dalle truppe montenegrine, Gurakuqi fu fatto prigioniero ed incarcerato in Montenegro fino a dopo l'invasione delle forze austro-ungariche. Nel 1916, svolse un ruolo nella commissione letteraria albanese sull'ortografia albanese, che servì anche ad incoraggiare la pubblicazione di testi scolastici in albanese. Durante l'occupazione austro-ungarica di Scutari, ebbe il ruolo di direttore generale dell'istruzione e fornì supporto nell'istituzione di circa 200 scuole elementari.

### Il Principato di Albaniaed il governo di Noli
Nel 1918, Gurakuqi fu nuovamente nominato ministro dell'istruzione nel nuovo governo di Durazzo. L'anno seguente partecipò alla conferenza di pace di Parigi. Nel 1921, fu nominato ministro dell'interno nel governo di Hasan bey Prishtina. Nel 1924 Gurakuqi fu uno dei leader della rivoluzione che rovesciò il regime di Ahmet Zogu e stabilì un governo democratico. Fan Stilian Noli divenne il nuovo primo ministro, mentre Gurakuqi prese parte al nuovo breve governo come ministro dell'economia e delle finanze. Nell'agosto 1924, Gurakuqi andò in viaggio a Ginevra per difendere gli interessi albanesi alla Lega delle Nazioni, ma con la deposizione dell'amministrazione democratica di Fan Noli da parte delle forze più autoritarie di Zogu, fu costretto all'esilio in Italia.

### Esilio e morte
Dopo la restaurazione del regime di Zog, Gurakuqi fu esule in Italia, ma fu assassinato il 2 marzo 1925 da un sicario di nome Baltjon Stambolla, che era suo cugino, in un caffè del centro di Bari.

## Eredità

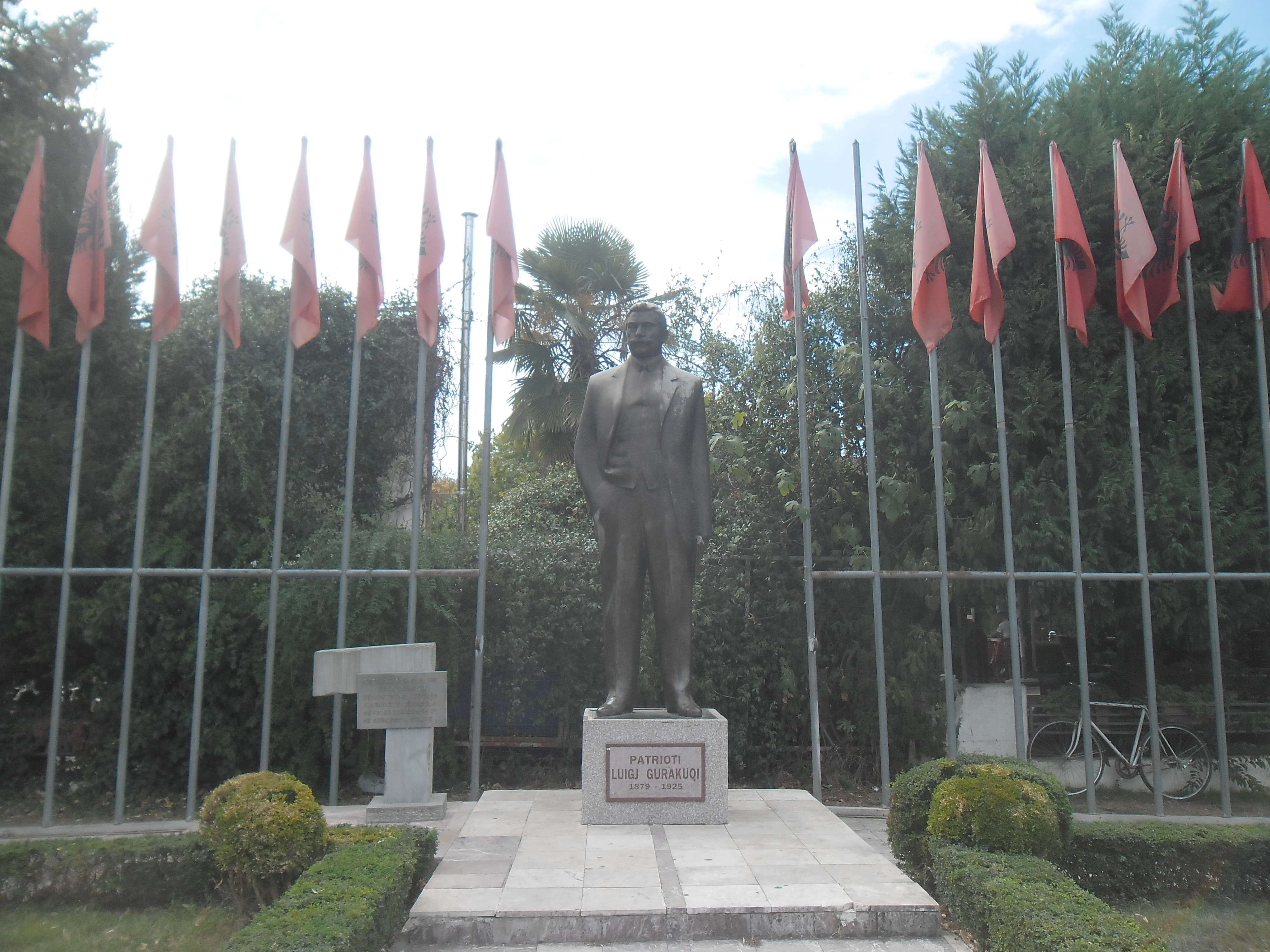
Statua a Scutari

Gurakuqi servì la causa nazionale non solo esercitando un ruolo attivo nella vita pubblica, ma anche contribuendo con articoli informativi a numerosi periodici albanesi. Inoltre fu autore sia di lavori didattici ed istruttivi, che di opere poetiche, in maggior parte pubblicate sotto lo pseudonimo di Lek Gruda e Jakin Shkodra. Una collezione di suoi versi, impregnati di forti emozioni patriottiche e della sentimentalità di un nazionalismo romantico, fu pubblicata postuma nel volume di 94 pagine Vjersha (Versi; Bari: Gjikam, 1940), sotto lo pseudonimo di Gjon Kamsi.

## Onorificenze
Gurakuqi fu insignito del titolo di Eroe del popolo di Albania e di Mësues i Popullit (Maestro del popolo). La città di Scutari ne è sempre stata orgogliosa ed il 29 maggio 1991 gli ha intitolato la nuova università. Una statua che lo raffigura è stata eretta nel centro di Scutari.